# Herpetogramma atropunctalis
Herpetogramma atropunctalis là một loài bướm đêm trong họ Crambidae.